# キャロル (映画)
『キャロル』（原題：Carol）は、2015年にアメリカ合衆国とイギリスで公開されたドラマ映画である。監督はトッド・ヘインズが、主演はケイト・ブランシェットとルーニー・マーラの2人が務めた。原作はパトリシア・ハイスミスの小説『The Price of Salt』（1952年刊行）である。

## あらすじ
1952年のニューヨーク。写真家になることを夢見るテレーズ・ベリベットは、デパートで働いていた。
そんなときのこと。クリスマスを目前に賑わうデパートの玩具売り場で、テレーズはキャロルという人妻に出会う。稀に見る美しさと気品、そして憂いを帯びた彼女に、テレーズは心を奪われる。
ショーウィンドーに置き忘れた手袋をテレーズが届けたことをきっかけに、キャロルは彼女を自宅に招く。恋人リチャードと逢うときにはない感情を覚えるテレーズ。キャロルは彼女に、関係の冷めた夫ハージと、娘リンディの親権問題で揉めていることを洩らす。それを機に、ふたりの関係は急速に濃密なものとなってゆく。
だが、それを疎ましく思ったハージはキャロルから親権を奪う申し立てをする。元より親友のアビーと親密すぎる仲を保っていたことも含め、テレーズと交際を重ねる彼女はリンディの母親に相応しくないというのだ。娘に会えないことを悲観したキャロルはテレーズを誘い、旅に出る。
ある夜２人は一線を越え、その様子をハージが依頼した探偵に録音されてしまう。キャロルは責任を感じるテレーズを慰め、静かに彼女の下を去る。２人の関係は断ち切られ、テレーズは念願のニューヨーク・タイムズで働きはじめる。一方キャロルはリンディの親権を得るために、ハージの実家で生活を送っていた。とうとう審問が始まるが、キャロルは当初の主張を一転させ「夫に親権を委ねる方が娘を幸せにできる」と告げる。
その後、テレーズと再会したキャロルは彼女に同棲を提案するが、すぐには受け入れられなかった。だがパーティーに参加したテレーズは改めて自身がキャロルを愛していることに気づき、彼女の下に出向く。
ゆっくりと近づくテレーズに気づいたキャロルは、静かに微笑みを浮かべる。

## キャスト
- ケイト・ブランシェット - キャロル・エアード
- ルーニー・マーラ - テレーズ・ベリベット
- サラ・ポールソン - アビー・ゲルハルト、キャロルの親友。
- カイル・チャンドラー - ハージ・エアード、キャロルの夫。
- ジェイク・レイシー - リチャード、テレーズのボーイフレンド。
- コーリー・マイケル・スミス - トミー、セールスマン。
- ジョン・マガロ - ダニー、ニューヨーク・タイムズの記者。
- キャリー・ブラウンスタイン（英語版） - ジュヌヴィエーヴ・キャントレル

※ブラウンスタインの出演シーンは上映時間短縮のために大幅にカットされた。

## 製作

### 構想
本作の原作となったパトリシア・ハイスミスの自伝的小説『The Price of Salt』はクレア・モーガン名義で1952年に出版された。1990年になってようやく、『The Price of Salt』はパトリシア・ハイスミスが執筆した小説であったことが公にされた。
フィルム4・プロダクションズとナンバー9・フィルムズは本作の映画化に11年を要した。ハイスミスは友人であったフィリス・ナジーに自身の小説を映画向けに脚色してはどうかと提案した。それを受けて、ナジーは『The Price of Salt』の脚色に取り掛かり、1996年に脚本の初稿を書き上げた。ナンバー9・フィルムズ所属の映画プロデューサー、エリザベス・カールセンは2004年にナジーの脚本を読み、その映画化に着手することを決めた。ハイスミスの小説の著作権を管理する人物との交渉は難航したが、2011年、カールソンは『The Price of Salt』の映画化権を獲得した。
2012年5月、ジョン・クローリーが本作のメガホンを取り、ケイト・ブランシェットとミア・ワシコウスカが主演を務めることになったと報じられた。また、フィルム4・プロダクションズのテッサ・ロスが製作総指揮を務め、ナンバー9・フィルムズのエリザベス・カールセンとスティーヴン・ウーリーが製作を務めることも決まった。2013年5月、クローリーの降板を受けて、トッド・ヘインズが監督に起用された。そして、ヘインズと長年タッグを組んできた映画プロデューサーのクリスティン・ヴェイコンも製作を担当することになった。5月下旬、ワインスタイン・カンパニーが本作の北米配給権を獲得し、製作にも加わることが決まった。
トッド・ヘインズはデザイナーのサンディ・パウエルから、カールセンが制作している映画の話を耳にしていたという。2013年になって、ヘインズはカールセンが新たな監督を探しているという話を聞き、自分から連絡を取ろうとしたが、その前にカールセンのほうからクリスティン・ヴェイコンを通して打診があった。ヘインズはナジーと脚本の修正を行った。
2013年8月、ワシコウスカが降板し、その代わりにルーニー・マーラが起用された。マーラにオファーが来たのは『ドラゴン・タトゥーの女』（2011年公開）の撮影が終了した後だったという。マーラは脚本を気に入り、ブランシェットと共演してみたいと思ったが、『ドラゴン・タトゥーの女』の撮影に伴う疲労感ですぐにオファーを受け入れる気になれなかった。ヘインズが監督に着任し、再度マーラにオファーが来てようやく契約にサインすることができたという。2014年1月、カーター・バーウェルが本作で使用される楽曲を作曲することになった。22日、サラ・ポールソンとカイル・チャンドラーが本作に出演すると報じられた。2月、コーリー・マイケル・スミスとジェイク・レイシーの出演が決まった。3月12日、本作の撮影監督にエドワード・ラックマンが着任したとの報道があった。4月、ジョン・マガロがダニー役に起用されたと報じられた。9日、キャリー・ブラウンスタインの出演が決まった。 
フィリス・ナジーの提案で、本作のタイトルは『The Price of Salt』ではなく、1990年に原作小説が再版されたときの『Carol』の方になった。その理由に関してナジーは「ハイスミス自身が『Carol』というタイトルに強いこだわりを持っていたから。」だと述べている。ヘインズはタイトルに関して「原作小説はテレーズの視点から記述されている。物語において、あらゆる欲望はキャロルに向いている。キャロルとはあまり関係のないものや不安定な感情も盛り込まれてはいる。そういったものが映画の大半でテレーズに降りかかり、新しい感情を生み出すのである。主体と客体の関係は物語の中で揺り動いているが、その不安定な関係の総体こそがキャロルなんだ。」と述べている。

### 撮影
2014年3月12日、オハイオ州シンシナティで本作の主要撮影が始まった。主要撮影のロケ地には、ハミルトン郡のワイオミングとシェビオット、ケンタッキー州のアレクサンドリアも選ばれた。なお、本作の撮影にはスーパー16mmフィルムが使用された。4月25日に主要撮影は終了した。
2014年12月15日、ヘインズは製作の全工程が終了したと発表した。

## 公開
2014年5月16日、フィルム4・プロダクションズは『ロンドン・イヴニング・スタンダード』に本作の画像を掲載した。2014年の終わりごろには本作は完成していたが、製作サイドは映画祭への出品を望んでいたため、全米公開は2015年となった。2015年1月5日には、別の画像を公開した。
2015年5月13日開幕の第68回カンヌ国際映画祭のコンペティション部門に出品され、5月17日に上映された。パルムドールを争ったが受賞には至らなかった。なお、本作はテルライド映画祭、ニューヨーク映画祭、ロンドン映画祭、シカゴ国際映画祭にも出品された。

## 評価
本作はカンヌ国際映画祭で上映され、高い評価を受けた。
映画批評家のトッド・マッカーシーは、本作を2015年の映画ベスト10で第10位に挙げている。

## 原作の訳書
- パトリシア・ハイスミス『キャロル』 柿沼瑛子訳、河出文庫、2015年。新版での訳

## 受賞
| 受賞一覧                                                             | 受賞一覧                   | 受賞一覧                                          | 受賞一覧   | 受賞一覧      |
| 賞/映画祭                                                            | カテゴリ                   | 対象者                                            | 結果       | 出典          |
| -------------------------------------------------------------------- | -------------------------- | ------------------------------------------------- | ---------- | ------------- |
| カンヌ国際映画祭                                                     | パルムドール               |                                                   | ノミネート | [ 51 ] [ 52 ] |
| カンヌ国際映画祭                                                     | 女優賞                     | ルーニー・マーラ (エマニュエル・ベルコとタイ受賞) | 受賞       | [ 51 ] [ 52 ] |
| カンヌ国際映画祭                                                     | クィア・パルム             |                                                   | 受賞       | [ 51 ] [ 52 ] |
| フランクフルト・ブックフェア                                         | 脚色賞                     |                                                   | 受賞       | [ 53 ]        |
| ゴッサム・インディペンデント映画賞                                   | 作品賞                     |                                                   | ノミネート | [ 54 ]        |
| ゴッサム・インディペンデント映画賞                                   | 脚本賞                     | フィリス・ナジー                                  | ノミネート | [ 54 ]        |
| ゴッサム・インディペンデント映画賞                                   | 女優賞                     | ケイト・ブランシェット                            | ノミネート | [ 54 ]        |
| シカゴ国際映画祭                                                     | ゴールド・Q・ヒューゴ賞    |                                                   | 受賞       | [ 55 ]        |
| 英国インディペンデント映画賞                                         | 外国映画賞                 |                                                   | ノミネート | [ 56 ]        |
| インディペンデント・スピリット賞                                     | 作品賞                     |                                                   | ノミネート | [ 57 ]        |
| インディペンデント・スピリット賞                                     | 監督賞                     | トッド・ヘインズ                                  | ノミネート | [ 57 ]        |
| インディペンデント・スピリット賞                                     | 主演女優賞                 | ケイト・ブランシェット                            | ノミネート | [ 57 ]        |
| インディペンデント・スピリット賞                                     | 主演女優賞                 | ルーニー・マーラ                                  | ノミネート | [ 57 ]        |
| インディペンデント・スピリット賞                                     | 脚本賞                     | フィリス・ナジー                                  | ノミネート | [ 57 ]        |
| インディペンデント・スピリット賞                                     | 撮影賞                     | エドワード・ラックマン                            | 受賞       | [ 57 ]        |
| ハリウッド・ミュージック・イン・メディア賞                           | 長編映画作曲賞             | カーター・バーウェル                              | ノミネート |               |
| フィルム・フェスト・ジェント                                         | 観客賞                     |                                                   | 受賞       |               |
| キャメリメージ国際映画祭                                             | ゴールデン・フロッグ賞     |                                                   | 受賞       |               |
| キャメリメージ国際映画祭                                             | 特別賞-衣装                | サンディ・パウエル                                | 受賞       |               |
| ニューヨーク映画批評家協会賞                                         | 作品賞                     |                                                   | 受賞       |               |
| ニューヨーク映画批評家協会賞                                         | 監督賞                     | トッド・ヘインズ                                  | 受賞       |               |
| ニューヨーク映画批評家協会賞                                         | 脚本賞                     | フィリス・ナジー                                  | 受賞       |               |
| ニューヨーク映画批評家協会賞                                         | 撮影賞                     | エドワード・ラックマン                            | 受賞       |               |
| ボストン映画批評家協会賞                                             | 監督賞                     | トッド・ヘインズ                                  | 受賞       |               |
| ボストン映画批評家協会賞                                             | 撮影賞                     | エドワード・ラックマン                            | 受賞       |               |
| ニューヨーク・オンライン映画批評家協会賞                             | 助演女優賞                 | ルーニー・マーラ                                  | 受賞       |               |
| ロサンゼルス映画批評家協会賞                                         | 作曲賞                     | カーター・バーウェル                              | 受賞       |               |
| ロサンゼルス映画批評家協会賞                                         | 監督賞                     | トッド・ヘインズ                                  |            |               |
| ロサンゼルス映画批評家協会賞                                         | 撮影賞                     | エドワード・ラックマン                            |            |               |
| トロント映画批評家協会賞                                             | 作品賞                     |                                                   | 受賞       |               |
| トロント映画批評家協会賞                                             | 監督賞                     | トッド・ヘインズ                                  | 受賞       |               |
| オンライン映画批評家協会賞                                           | 作品賞                     |                                                   | ノミネート |               |
| オンライン映画批評家協会賞                                           | 監督賞                     | トッド・ヘインズ                                  | ノミネート |               |
| オンライン映画批評家協会賞                                           | 主演女優賞                 | ケイト・ブランシェット                            | 受賞       |               |
| オンライン映画批評家協会賞                                           | 助演女優賞                 | ルーニー・マーラ                                  | 受賞       |               |
| オンライン映画批評家協会賞                                           | 脚本賞                     | フィリス・ナジー                                  | 受賞       |               |
| オンライン映画批評家協会賞                                           | 撮影賞                     | エドワード・ラックマン                            | ノミネート |               |
| ダラス・フォートワース映画批評家協会賞                               | 助演女優賞                 | ルーニー・マーラ                                  | 受賞       |               |
| サンフランシスコ映画批評家協会賞                                     | 美術賞                     | ジュディ・ベッカー                                | 受賞       |               |
| 全米映画批評家協会賞                                                 | 監督賞                     | トッド・ヘインズ                                  | 受賞       |               |
| 全米映画批評家協会賞                                                 | 撮影賞                     | エドワード・ラックマン                            | 受賞       |               |
| 全米映画批評家協会賞                                                 | 作品賞                     |                                                   | ノミネート |               |
| オーストラリア映画テレビ芸術アカデミー賞インターナショナル・アワード | 作品賞                     |                                                   | ノミネート |               |
| オーストラリア映画テレビ芸術アカデミー賞インターナショナル・アワード | 監督賞                     | トッド・ヘインズ                                  | ノミネート |               |
| オーストラリア映画テレビ芸術アカデミー賞インターナショナル・アワード | 主演女優賞                 | ケイト・ブランシェット                            | ノミネート |               |
| オーストラリア映画テレビ芸術アカデミー賞インターナショナル・アワード | 助演女優賞                 | ルーニー・マーラ                                  | ノミネート |               |
| オーストラリア映画テレビ芸術アカデミー賞インターナショナル・アワード | 脚色賞                     | フィリス・ナジー                                  | ノミネート |               |
| アメリカ脚本家組合賞                                                 | 脚色賞                     | フィリス・ナジー                                  | ノミネート |               |
| アメリカ衣装デザイナー組合賞                                         | 時代劇部門                 | サンディ・パウエル                                | ノミネート |               |
| 英国アカデミー賞                                                     | 作品賞                     |                                                   | ノミネート |               |
| 英国アカデミー賞                                                     | 監督賞                     | トッド・ヘインズ                                  | ノミネート |               |
| 英国アカデミー賞                                                     | 主演女優賞                 | ケイト・ブランシェット                            | ノミネート |               |
| 英国アカデミー賞                                                     | 助演女優賞                 | ルーニー・マーラ                                  | ノミネート |               |
| 英国アカデミー賞                                                     | 脚色賞                     | フィリス・ナジー                                  | ノミネート |               |
| 英国アカデミー賞                                                     | 撮影賞                     | エドワード・ラックマン                            | ノミネート |               |
| 英国アカデミー賞                                                     | 衣装デザイン賞             | サンディ・パウエル                                | ノミネート |               |
| 英国アカデミー賞                                                     | 美術賞                     | ジュディ・ベッカー、ヘザー・ロフラー              | ノミネート |               |
| 英国アカデミー賞                                                     | メイキャップ&ヘア賞        | パトリシア・リーガン                              | ノミネート |               |
| ゴールデン・グローブ賞                                               | 作品賞・ドラマ             |                                                   | ノミネート |               |
| ゴールデン・グローブ賞                                               | 監督賞                     | トッド・ヘインズ                                  | ノミネート |               |
| ゴールデン・グローブ賞                                               | 主演女優賞・ドラマ         | ケイト・ブランシェット                            | ノミネート |               |
| ゴールデン・グローブ賞                                               | 助演女優賞・ドラマ         | ルーニー・マーラ                                  | ノミネート |               |
| ゴールデン・グローブ賞                                               | 作曲賞                     | カーター・バーウェル                              | ノミネート |               |
| アカデミー賞                                                         | 主演女優賞                 | ケイト・ブランシェット                            | ノミネート |               |
| アカデミー賞                                                         | 助演女優賞                 | ルーニー・マーラ                                  | ノミネート |               |
| アカデミー賞                                                         | 脚色賞                     | フィリス・ナジー                                  | ノミネート |               |
| アカデミー賞                                                         | 撮影賞                     | エドワード・ラックマン                            | ノミネート |               |
| アカデミー賞                                                         | 衣装デザイン賞             | サンディ・パウエル                                | ノミネート |               |
| アカデミー賞                                                         | 作曲賞                     | カーター・バーウェル                              | ノミネート |               |
| アメリカ映画俳優組合賞                                               | 主演女優賞                 | ケイト・ブランシェット                            | ノミネート |               |
| アメリカ映画俳優組合賞                                               | 助演女優賞                 | ルーニー・マーラ                                  | ノミネート |               |
| サテライト賞                                                         | 作品賞                     |                                                   | ノミネート |               |
| サテライト賞                                                         | 主演女優賞                 | ケイト・ブランシェット                            | ノミネート |               |
| サテライト賞                                                         | 助演女優賞                 | ルーニー・マーラ                                  | ノミネート |               |
| サテライト賞                                                         | 作曲賞                     | カーター・バーウェル                              | ノミネート |               |
| サテライト賞                                                         | 編集賞                     | アルフォンソ・ゴンサウヴェス                      | ノミネート |               |
| クリティクス・チョイス・アワード                                     | 作品賞                     |                                                   | ノミネート |               |
| クリティクス・チョイス・アワード                                     | 監督賞                     | トッド・ヘインズ                                  | ノミネート |               |
| クリティクス・チョイス・アワード                                     | 主演女優賞                 | ケイト・ブランシェット                            | ノミネート |               |
| クリティクス・チョイス・アワード                                     | 助演女優賞                 | ルーニー・マーラ                                  | ノミネート |               |
| クリティクス・チョイス・アワード                                     | 撮影賞                     | エドワード・ラックマン                            | ノミネート |               |
| クリティクス・チョイス・アワード                                     | 作曲賞                     | カーター・バーウェル                              | ノミネート |               |
| クリティクス・チョイス・アワード                                     | 衣装賞                     | サンディ・パウエル                                | ノミネート |               |
| クリティクス・チョイス・アワード                                     | メーキャップ               |                                                   | ノミネート |               |
| クリティクス・チョイス・アワード                                     | 美術賞                     | ジュディ・ベッカー                                | ノミネート |               |
| ロンドン映画批評家協会賞                                             | 作品賞                     |                                                   | ノミネート |               |
| ロンドン映画批評家協会賞                                             | 監督賞                     | トッド・ヘインズ                                  | ノミネート |               |
| ロンドン映画批評家協会賞                                             | 主演女優賞                 | ケイト・ブランシェット                            | ノミネート |               |
| ロンドン映画批評家協会賞                                             | 助演女優賞                 | ルーニー・マーラ                                  | ノミネート |               |
| ロンドン映画批評家協会賞                                             | 脚本賞                     | フィリス・ナジー                                  | ノミネート |               |
| ロンドン映画批評家協会賞                                             | 音楽賞                     | カーター・バーウェル                              | ノミネート |               |
| ロンドン映画批評家協会賞                                             | 撮影賞                     | エドワード・ラックマン                            | ノミネート |               |
| AFI(アメリカン・フィルム・インスティテュート)賞                      | 作品賞(本年度ベスト10選考) |                                                   | ノミネート |               |
| エル シネマ大賞 2016                                                 | エルシネマ大賞             |                                                   | 受賞       | [ 58 ]        |
| キネマ旬報ベスト・テン                                               | 外国映画ベスト・テン       |                                                   | 2位        | [ 59 ]        |